# Edward Alleyn
Pour les articles homonymes, voir Alleyn.
Edward Alleyn (né le 1er septembre 1566 – mort le 25 novembre 1626) est un acteur anglais. Il est une figure marquante du théâtre élisabéthain et le fondateur du Dulwich College et de l'Alleyn's School (en).

## Biographie
Edward Alleyn naît sur Bishopsgate, à Londres. Il est le fils cadet d'Edward Alleyn, un tenancier d'auberge, et de Margaret Townley.
Le début de sa carrière d'acteur est incertain. En 1583, son nom est sur la liste des acteurs du comte de Worcester. Il devient l'acteur le plus reconnu de son temps, son plus proche (et seul) rival étant Richard Burbage.
Il tient le rôle principal dans trois pièces de Christopher Marlowe : Faustus, Tamburlaine et Le Juif de Malte.
En 1593, au moment où Londres subit la peste bubonique, il rejoint une partie de la compagnie Lord Strange's Men (en) dans une tournée provinciale.
En 1598, il prend sa retraite au sommet de sa gloire. On raconte que la reine Élisabeth Ire d'Angleterre elle-même aurait demandé son retour sur scène, ce qu'il fera jusqu'en 1604.